# Tinto Brass
Giovanni Brass (n. 26 martie 1933, Milano, Regatul Italiei), mai cunoscut ca Tinto Brass este un regizor de film italian.
Este cunoscut în special pentru activitatea în domeniul filmului erotic, cu filme ca Così fan tutte, Paprika, Monella (Frivolous Lola) și Trasgredire.

## Filmografie selectivă
- 1963 Chi lavora è perduto

- 1998 Monella